# Saalebrücke Bad Kösen

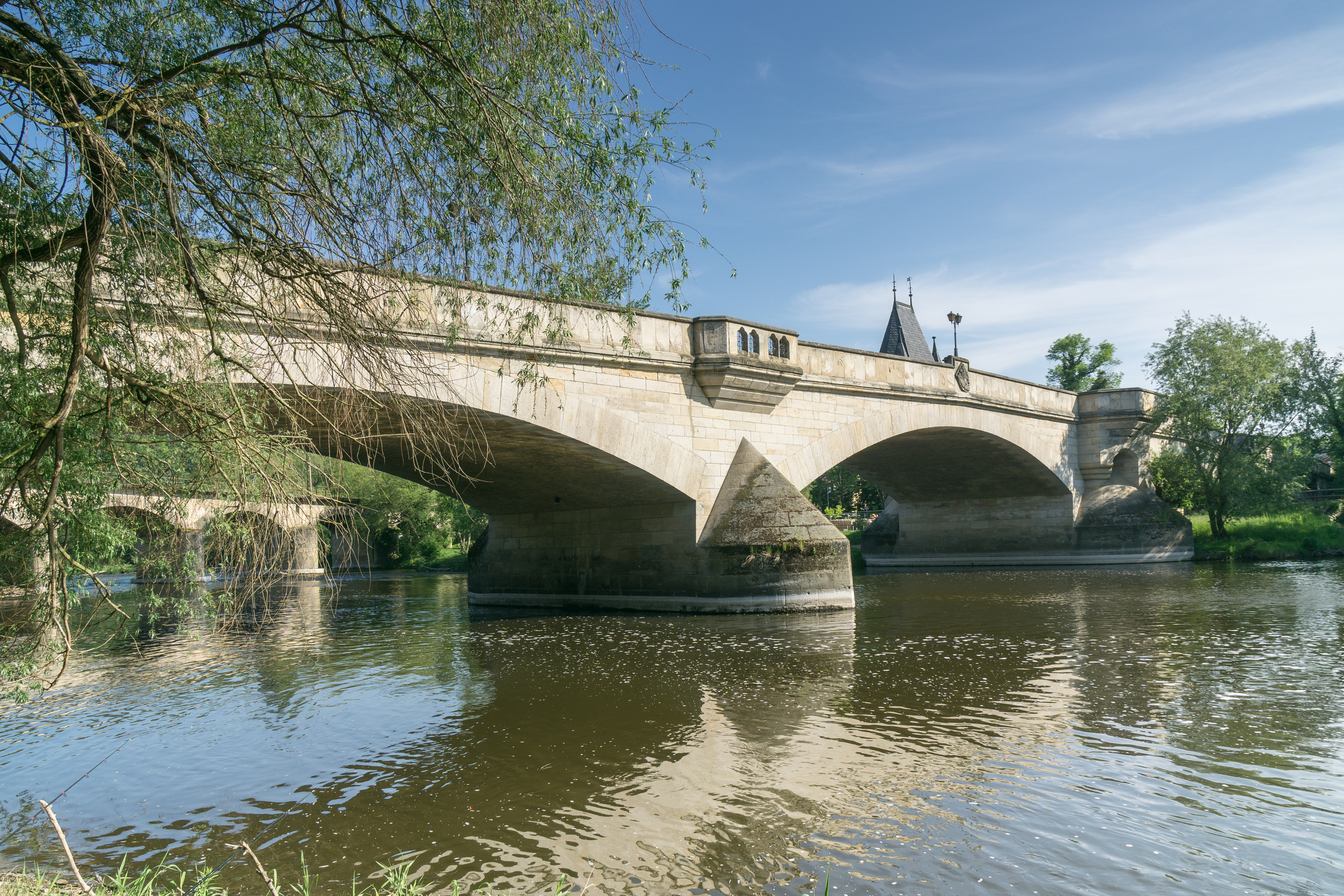
Saalebrücke 2018

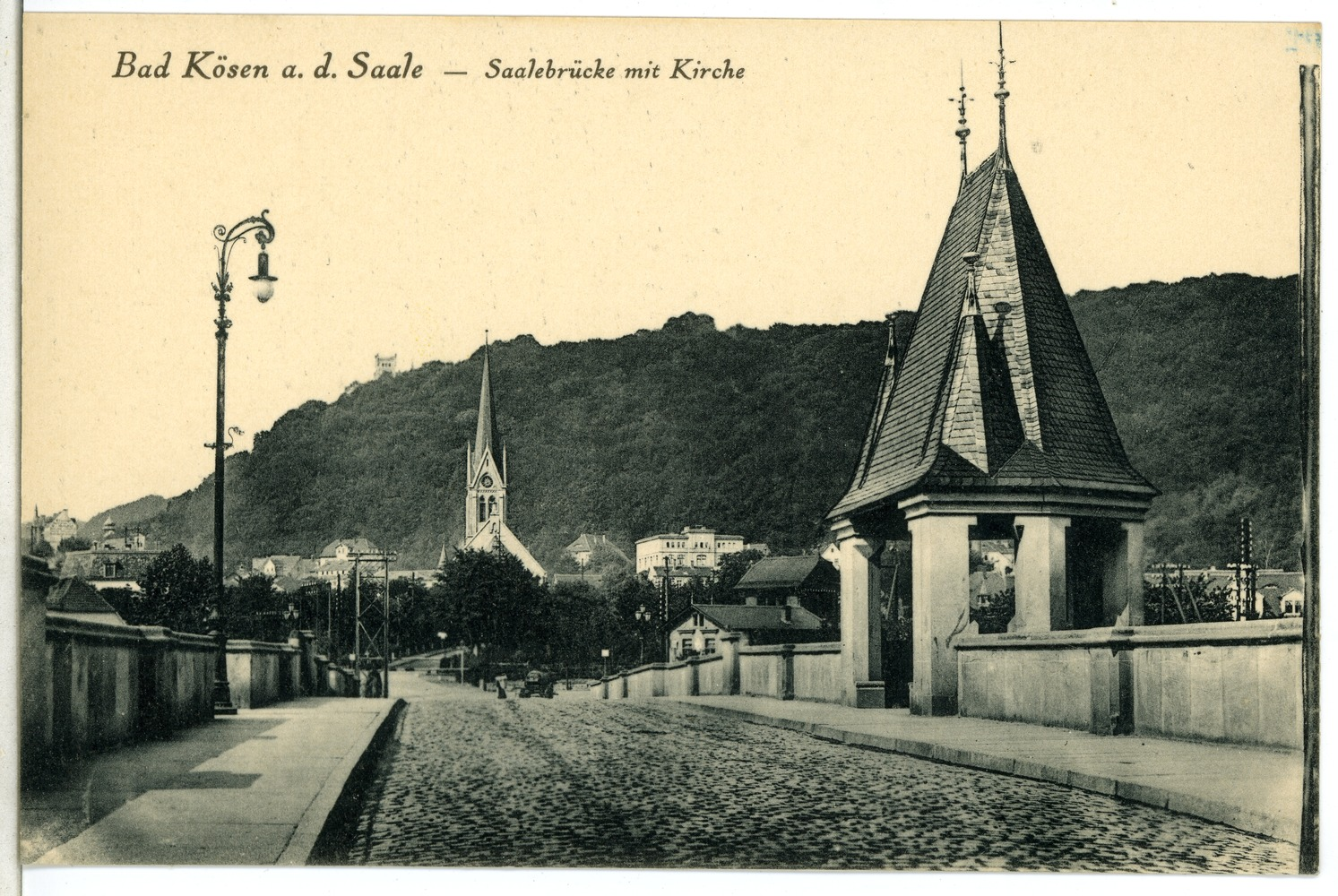
Saalebrücke und Lutherkirche (um 1900)

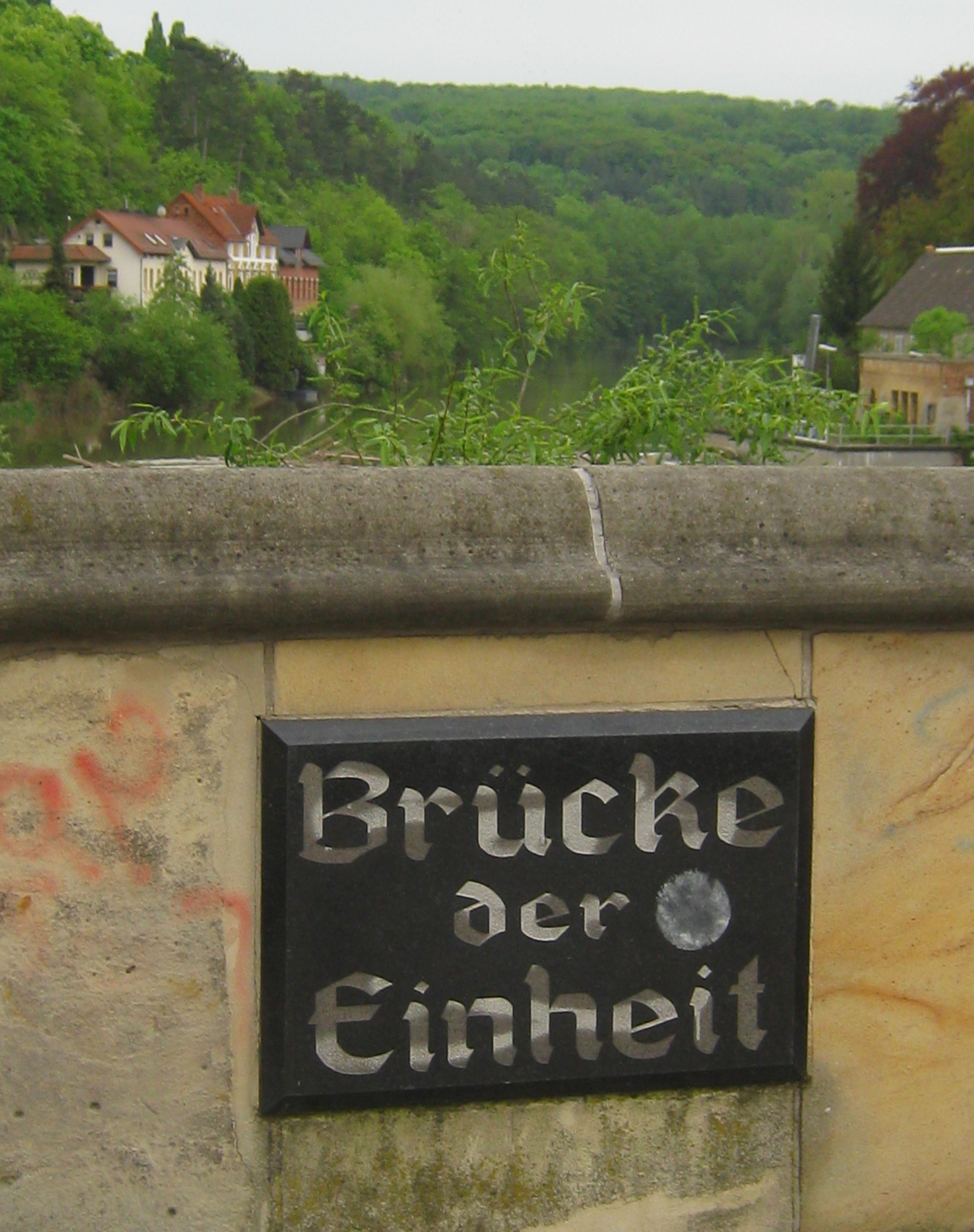
119 Jahre vor der 2. Einheit (2013)

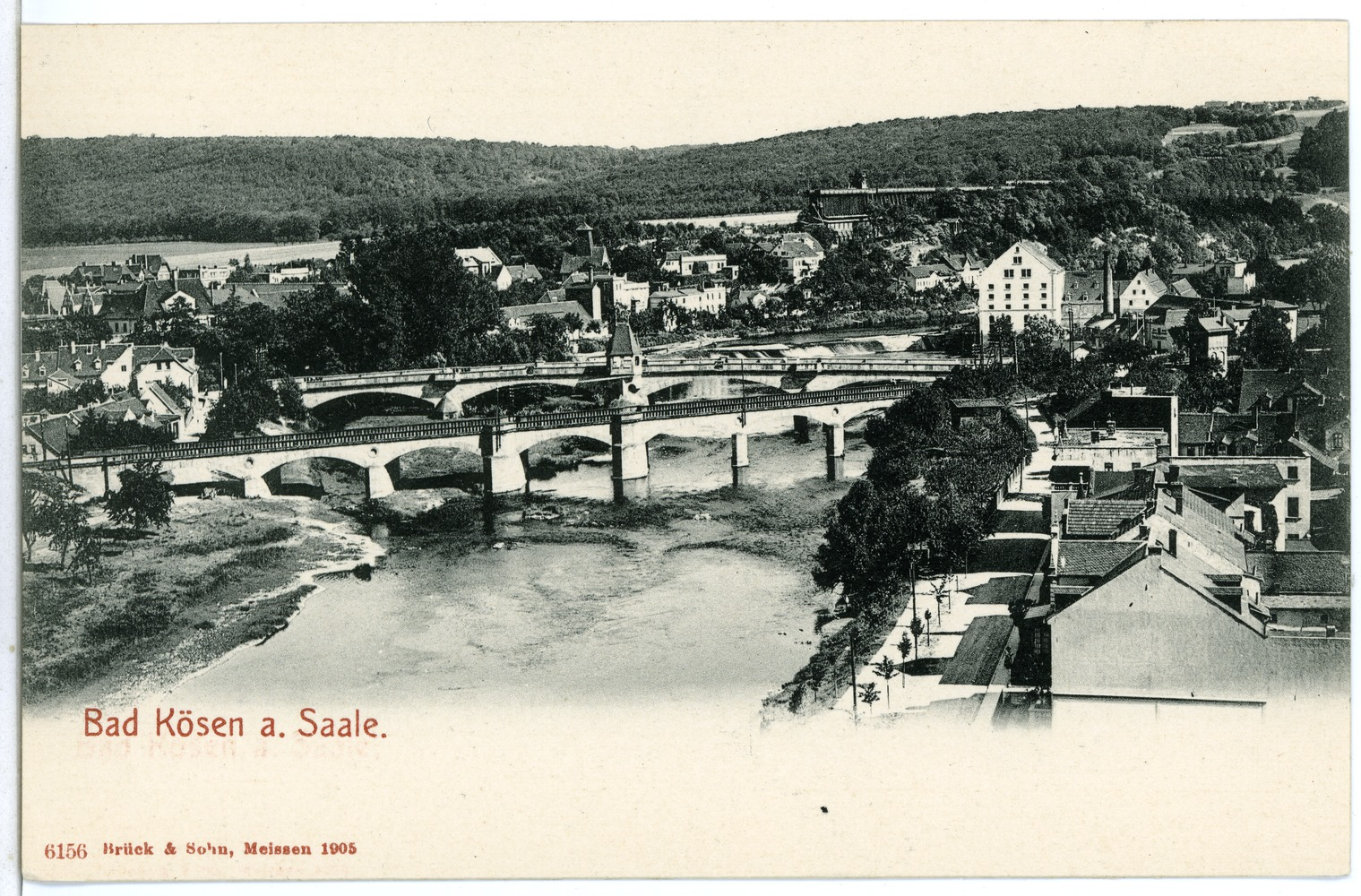
Saalebrücke (um 1900)

Die Saalebrücke Bad Kösen ist eine Straßenbrücke an einem historischen Übergang über die Saale. Ihre historische Bezeichnung lautete Cösener oder Kösener Brücke. Die wenige Kilometer unterhalb der Rudelsburg gelegene Brücke verbindet den älteren Teil Kösens rechts der Saale mit dem neueren Teil am linken Flussufer und markiert einen Saaleübergang im Zuge der Altstraße Via Regia, deren Verlauf hier von der Bundesstraße 87 aufgenommen wird.

## Geschichte
Bad Kösen war für Jahrhunderte bis weit ins 19. Jahrhundert hinein der wichtigste Anlandungsplatz für Langholz aus der Flößerei auf der Saale. Damit war es gleichzeitig Zollstation, an der bis Mitte des 19. Jahrhunderts der Flößereizoll erhoben wurde.
Die erste Holzbrücke soll hier schon vor der Gründung des Klosters Pforta gestanden haben, um 1298 wurde sie erstmals erwähnt und 1393 bei einer Fehde der Naumburger Bürger mit dem Grafen von Mansfeld zerstört, aber wenig später wieder aufgebaut. Um 1454 wird eine Steinbrücke mit einer Länge von 288 Fuß auf drei Rund- und fünf Spitzbogen erwähnt.
Diese Brücke war bis in das 18. Jahrhundert eine wichtige Landmarke im Kurfürstentum Sachsen, denn sie galt als Grenze zu Thüringen, über die in Kriegszeiten zahlreiche militärische Formationen vom Inland kommend die Saale in Richtung Nordwesten überquerten. 
Die mittelalterliche Steinbrücke wurde Ende November 1890 bei dem schwersten Saale-Hochwasser der vorhergehenden 500 Jahre durch aufgestautes Treibholz aus der Saaleflößerei eingedrückt und danach restlos entfernt. Das Hochwasser erreichte nach Dammbrüchen im Oberlauf der Saale deutlich mehr als 3 Meter über Normal. Eine provisorische Pontonbrücke sicherte vorläufig den Übergang. Ab 1892 entstand an gleicher Stelle der Neubau der heutigen Steinbrücke über die Saale als Bogenbrücke mit ihren charakteristischen Türmchen auf den Brückenpfeilern (eingeweiht am 24. November 1893). Die Flößerei auf der Saale wurde um 1910 endgültig eingestellt. Das Hochwasser von 1890 führte dazu, dass am Oberlauf der Saale in den nächsten Dekaden zahlreiche Staudämme errichtet wurden.
Die Gesamtlänge der Brücke beträgt 137 m bei Feldweiten der Bögen von je 24,5 m im Uferbereich und zweimal 27,0 m in der Strommitte.